# ONE LIFE,ONE DEATH
『ONE LIFE, ONE DEATH』（ワン・ライフ、ワン・デス）は、日本のロックバンドであるBUCK-TICKの11枚目のオリジナルアルバム。
2000年9月20日にBMGファンハウスよりリリースされた。マーキュリー・ミュージック・エンタテインメントからの移籍第一弾として前作『SEXY STREAM LINER』（1997年）よりおよそ3年ぶりにリリースされた作品であり、作詞は櫻井敦司および今井寿が担当、作曲は今井および星野英彦が担当、BUCK-TICKによるセルフ・プロデュースとなっている。
マーキュリーよりリリースされたシングル「BRAN-NEW LOVER」（1999年）および「ミウ」（1999年）の流れをくんだエレクトロニックかつポップな楽曲と、ノイジーでアヴァンギャルドな音楽性となっている。また、前作におけるデジタルサウンドの要素を導入しつつも「歌」に重点を置いたメロディアスが楽曲によって構成されている。
先行シングルとして「GLAMOROUS」がリリースされている。本作はオリコンチャートにおいて最高位11位となった。

## 背景
前作『SEXY STREAM LINER』（1997年）リリース後、BUCK-TICKは「SEXTREAM LINER零型 (type0)」と題した単独コンサートを同年12月26日および12月27日の2日間に亘り日本武道館にて実施。その後「TOUR SEXTREAM LINER」と題したアルバムを受けたコンサートツアーを1998年2月4日の川口総合文化センターリリア メインホール公演から5月8日および5月9日の日本武道館2日間連続公演まで、29都市全33公演を実施した。ツアーファイナルとなった日本武道館公演の模様は後にライブ・アルバム『SWEET STRANGE LIVE DISC』（1998年）およびライブ・ビデオ『SWEET STRANGE LIVE FILM』（1998年）として同日にリリースされた。
同年3月11日には『SEXY STREAM LINER』からのリカットとなるシングル「囁き」およびコンパクト盤『LTD』を、クラブシーンへのアプローチを企図してリリース。5月13日にはシングル「月世界」をリリース、同曲はテレビ東京系テレビアニメ『Night Walker -真夜中の探偵-』（1998年）の主題歌として使用され、BUCK-TICKとしては初のアニメ作品とのタイアップとなった。8月12日には「TOUR SEXTREAM LINER」における日本武道館公演の模様を収録したライブ・アルバム『SWEET STRANGE LIVE DISC』およびライブ・ビデオ『SWEET STRANGE LIVE FILM』を同日にリリース。
1999年に入り、3月20日にはビクターエンタテインメント在籍時の楽曲を収録した2枚組ベスト・アルバム『BT (BEST TRACKS)』をリリース、7月14日には16枚目のシングル「BRAN-NEW LOVER」がリリースされた。8月8日にはマリリン・マンソン主催の野外フェスティバル「BEAUTIFUL MONSTERS TOUR 1999」に参加、8月19日には「NO TITLE」と題した単独ライブを赤坂BLITZにて実施。その他にも「Energy Void TOUR」と題したコンサートツアーを8月23日のZepp TOKYO公演から8月31日のZepp FUKUOKA公演まで、4都市全4公演が実施された。10月20日には17枚目のシングル「ミウ」、11月26日にはミュージック・ビデオ集『DREAM BOX』、翌2000年3月29日にはコンピレーション・アルバム『97BT99』をリリース。その後BUCK-TICKはマーキュリー・ミュージック・エンタテインメントからBMGファンハウスへの移籍を発表、9月6日には移籍第一弾となるシングル「GLAMOROUS」をリリースした。

## 録音、制作、音楽性
本作に関する曲作りは2000年3月頃より開始された。櫻井敦司によれば、自ら立ち上げた所属事務所のことやレコード会社の移籍など音楽制作以外の部分で時間を要することが多々あり、曲制作に取り掛かるのが遅くなったと述べている。前年には「BRAN-NEW LOVER」や「ミウ」などマキシシングルがリリースされたが、BUCK-TICKは元々アルバム制作を基本としていたため、アルバム制作を想定せずシングルのみをリリースすることに慣れておらず、方向性が定まらなかったと櫻井は述べている。また、シングルでは様々な世界を曲ごとに表現するにあたり物足りなかったとも述べている。その他、前作『SEXY STREAM LINER』では打ち込みやループなどの機械的なサウンドがメインとなっていたが、櫻井は「泥臭い自分の歌詞と、機械の感じが、上手く自分の中で消化しきれてなかったんで。だから今回はメロディですね」と述べ前作との違いを明確にしている。
今井寿は前作において、人間と機械が融合するイメージでデジタルサウンドの構築を図っていたが、本作においては同じような手段を用いながらも省略できる部分は省略したことが大きく異なる部分であると述べている。本作において最初に制作された曲は「GLAMOROUS」であり、すんなり制作出来たことから「やっぱりこれはこれで気持ちいいんだよな」との感覚を覚えたところから本作の制作が開始されたと述べている。また、本作では「歌」ありきでリズムに乗せて歌を歌いそこにギターノイズを付加していく方向に変化しているとも述べており、インタビュアーからバンド開始当時の視点に戻っているのではないかと問われた今井はそれを肯定している。その他、今井は本作から作曲においてコンピュータを使用するようになったと述べており、本作制作時はデジタルロック的なものを意識していた上に様々な音を使用できるようになったことから、実験的な要素を追い求めるあまりかなりの期間籠って制作を行っていたと述べている。さらに、思い描いた通りの音が出せずに四苦八苦したとも述べている。
アルバムタイトルの由来は4曲目「細胞具ドリー：ソラミミ：PHANTOM」の歌詞の一節「一度生まれて 一度死ぬ」を英語表記にしたものである。

## リリース
2000年9月20日にBMGファンハウスからCDにてリリースされた。初回限定盤は写真集ブックレット付のボックス仕様となっていた。
2017年11月7日にはデビュー30周年を記念し、本作から17枚目のアルバム『RAZZLE DAZZLE』（2010年）までのアリオラジャパン在籍時代の9作品が全曲リマスターおよびブルースペックCD2として紙ジャケット仕様で再リリースされた。

## ツアー
本作を受けたコンサートツアーは「PHANTOM TOUR」と題して2000年9月21日の市川市文化会館公演から10月11日の広島アステール公演まで8都市全8公演を実施、また追加公演として「OTHER PHANTOM TOUR」と題したコンサートツアーを10月15日のZepp SENDAI公演から11月3日の赤坂BLITZ公演まで7都市全7公演を実施した。10月21日にはファンクラブ限定ライブ「FISH TANKer's ONLY」を渋谷公会堂にて実施、さらに本作のタイトルを冠したコンサートツアー「TOUR ONE LIFE, ONE DEATH」を12月13日の大阪厚生年金会館大ホール公演から12月29日の日本武道館公演まで3都市全3公演を実施した。ツアーファイナルとなった日本武道館公演の模様は後にライブ・アルバムおよびライブ・ビデオ『ONE LIFE, ONE DEATH CUT UP』（2001年）として同日にリリースされた。

## 批評
| 専門評論家によるレビュー    | 専門評論家によるレビュー |
| レビュー・スコア            | レビュー・スコア         |
| 出典                        | 評価                     |
| --------------------------- | ------------------------ |
| CDジャーナル                | 肯定的                   |
| BUCK-TICK ~since 1985-2011~ | 肯定的                   |
| B-T DATA                    | 肯定的                   |

音楽情報サイト『CDジャーナル』では、BUCK-TICKが結成以来「常に進化を遂げてきた比類なきロック・バンド」であると指摘した上で、本作は「じっくりと熟成された傑作となった」と肯定的に評価した。書籍『BUCK-TICK ~since 1985-2011~ 史上最強のROCK BAND』では、前作におけるデジタルサウンドへの傾倒を取り入れつつもあくまで「歌」を主体としたメロディアスな楽曲によって構成されていると指摘した上で、「彼らの持つ耽美性とアバンギャルドな部分が強く打ち出されている」と肯定的に評価した。書籍『B-T DATA BUCK-TICK 25th Anniversary Edition』では、ハウスビートを取り入れた「Baby, I want you.」や「GLAMOROUS」などをライブ向けの楽曲であると指摘、また今井が制作した「細胞具ドリー：ソラミミ：PHANTOM」や「RHAPSODY」などの楽曲の「突き抜け方がすごい」と称賛したほか、「女神」が星野による哀愁のメロディと櫻井による歌詞の深みが合体した名曲であると主張、さらに「FLAME」が一度きりしかない人生を花の運命に例えた歌詞であることからアルバムタイトルに通じているとも主張した。

## チャート成績
本作はオリコンチャートにて最高位11位で登場回数は4回となり、売り上げ枚数は4.6万枚となった。この売り上げ枚数はBUCK-TICKのアルバム売上ランキングにおいて14位となっている。2022年に実施されたねとらぼ調査隊によるBUCK-TICKのアルバム人気ランキングでは15位となった。

## 収録曲

### 一覧
全編曲: BUCK-TICK。
| #         | タイトル                            | 作詞      | 作曲      | 時間  |
| --------- | ----------------------------------- | --------- | --------- | ----- |
| 1.        | 「Baby, I want you.」               | 櫻井敦司  | 今井寿    | 4:59  |
| 2.        | 「CHECK UP」                        | 今井寿    | 今井寿    | 5:45  |
| 3.        | 「GLAMOROUS -FLUXUS-」              | 櫻井敦司  | 今井寿    | 4:35  |
| 4.        | 「細胞具ドリー：ソラミミ：PHANTOM」 | 今井寿    | 今井寿    | 4:13  |
| 5.        | 「カイン」                          | 櫻井敦司  | 今井寿    | 4:40  |
| 6.        | 「Death wish」                      | 櫻井敦司  | 星野英彦  | 4:19  |
| 7.        | 「女神」                            | 櫻井敦司  | 星野英彦  | 4:40  |
| 8.        | 「サファイア」                      | 櫻井敦司  | 今井寿    | 4:55  |
| 9.        | 「RHAPSODY」                        | 今井寿    | 今井寿    | 6:00  |
| 10.       | 「FLAME」                           | 櫻井敦司  | 今井寿    | 5:41  |
| 合計時間: | 合計時間:                           | 合計時間: | 合計時間: | 49:47 |

### 曲解説
1. 「Baby, I want you.」
BUCK-TICK流4つ打ちダンスナンバー。後に至るまでライブにおいて頻繁に披露されている。
2. 「CHECK UP」
3. 「GLAMOROUS -FLUXUS-」
先行シングル曲。
4. 「細胞具ドリー：ソラミミ：PHANTOM」
「ドリー」とは1996年にスコットランドにて誕生した世界初のクローン羊のことであり、クローンのように似通ったものが乱発される昨今の音楽シーン（もしくはファッションシーン）を皮肉っている。
また「細胞具」とはサイボーグを、歌詞にある「細胞具はドリーの夢をみるか」という一節はフィリップ・K・ディックのSF小説『アンドロイドは電気羊の夢を見るか?』（1968年）をそれぞれもじったもの。
なお、「ソラミミが聴こえる」のメロディやシンセのフレーズに音階の「ソラミミ」が多用され、「空耳」とのダブルミーニングになっている。[15]
5. 「カイン」
6. 「Death wish」
7. 「女神」
8. 「サファイア」
9. 「RHAPSODY」
10. 「FLAME」

## スタッフ・クレジット

### BUCK-TICK
- 櫻井敦司 - ボーカル
- 今井寿 - ギター、ノイズ、ボーカル
- 星野英彦 - ギター、コーラス
- 樋口豊 - ベース
- ヤガミトール - ドラムス

### 参加ミュージシャン
- 横山和俊 - マニピュレート、キーボード、ノイズ
- 岡崎達成 - サンプラー・トリートメント

### スタッフ
- BUCK-TICK - プロデュース
- 比留間整（サウンドスカイスタジオ） - コ・プロデュース、レコーディング・エンジニア、ミキシング・エンジニア
- 荒井健一（サウンドスカイスタジオ） - 追加エンジニア
- ほんかわとしろう（スタジオグリーンバード） - アシスタント・エンジニア
- みやざきかおり（スタジオグリーンバード） - アシスタント・エンジニア
- 小鉄徹（JVCマスタリングセンター） - マスタリング・エンジニア
- 浅見繁男 - ドラム・テクニシャン&チューナー
- 峰守一隆 (MASTER TONE) - ギター&ベース・テクニシャン
- 向井一洋（BMGファンハウス） - A&Rディレクター
- メディア・プロモーション・デパートメント（BMGファンハウス） - プロモーション・スタッフ
- 佐久間博（BMGファンハウス） - セールス・プロモーター
- 引田和幸（BMGファンハウス） - ビジュアル・コーディネーター

- 千葉隆広（バンカー） - アーティスト・マネージメント
- のむらたけお（サークルズミュージックパブリッシャー） - パブリッシング・スタッフ
- かしわやとしこ（バンカー） - マネージメント・デスク
- よしださおり (FISH TANK) - オフィシャル・ファンクラブ

- サカグチケン - アート・ディレクション
- 前田タケシ（サカグチケンファクトリー） - グラフィック・デザイン
- LUXON S.p.A - CGオペレート
- M.HASUI - アーティスト・フォトラフィー
- 谷崎隆幸 (Fat's Berry) - ヘアー・スタイリング&メイク・アップ
- 八木智晴 - コスチューム・スタイリング

- ロバート・ロンゴ - オリジナル・カバー・ビジュアル「All You Zombies Truth Before God」制作
- ユニフォトプレス - カバー・アレンジ

- 吉澤博美（BMGファンハウス） - エグゼクティブ・プロデューサー

- フェルナンデス - スペシャル・サンクス
- バーニー - スペシャル・サンクス
- グレコ - スペシャル・サンクス
- ラディック - スペシャル・サンクス
- モリダイラ楽器 - スペシャル・サンクス
- 松木昭男（イシバシ楽器） - スペシャル・サンクス
- 重松尚利 (WOOMACK BOX) - スペシャル・サンクス
- Aniki - スペシャル・サンクス
- ASAKI - スペシャル・サンクス
- 奈良敏博 - スペシャル・サンクス
- 湊雅史 - スペシャル・サンクス
- 佐藤順也 - スペシャル・サンクス
- AKANI - スペシャル・サンクス
- ほりうちひでと - スペシャル・サンクス
- YOKONO - スペシャル・サンクス
- KEN - スペシャル・サンクス
- P-CHAN - スペシャル・サンクス
- あらいみきの - スペシャル・サンクス
- あらいはいね - スペシャル・サンクス
- ABY - スペシャル・サンクス
- PHANTOM - スペシャル・サンクス

## リリース履歴
| No. | 日付          | レーベル         | 規格         | 規格品番   | 最高順位 | 備考                                   |
| --- | ------------- | ---------------- | ------------ | ---------- | -------- | -------------------------------------- |
| 1   | 2000年9月20日 | BMGファンハウス  | CD           | BVCR-11026 | 11位     |                                        |
| 2   | 2017年11月7日 | アリオラジャパン | Blu-Spec CD2 | BVCL-30035 | 243位    | デジタルリマスター盤、紙ジャケット仕様 |